# Ozeanische Meisterschaften im Boxen 2017
Die Ozeanischen Herren-Meisterschaften im Boxen 2017 wurden vom 26. bis zum 29. Juni in der australischen Küstenstadt Gold Coast ausgetragen. Veranstalter war der ozeanische Boxverband OCBC, ein Mitglied des Weltverbandes AIBA.
Teilgenommen haben 39 Boxer aus acht Nationen. Aufgrund der geringen Teilnehmerzahl gab es nur sechs Boxer ohne Medaillengewinn. Im Halbfliegengewicht und im Leichtgewicht gingen jeweils nur zwei Boxer an den Start, weshalb es in diesen Gewichtsklassen keinen Bronzemedaillengewinner gab. Die 20 Finalisten qualifizierten sich zudem automatisch für die Weltmeisterschaften 2017 in Hamburg.

## Medaillengewinner
| KLASSE                          | GOLD           | SILBER          | BRONZE                              |
| ------------------------------- | -------------- | --------------- | ----------------------------------- |
| Halbfliegengewicht (bis 49 kg)  | Alex Winwood   | Maxie Mangea    | ---                                 |
| Fliegengewicht (bis 52 kg)      | Charles Keama  | Tyler Blizzard  | Ivan Pavich ---                     |
| Bantamgewicht (bis 56 kg)       | Sam Goodman    | Boe Warawara    | Keegan O’Kane-Jones Beupu Noki      |
| Leichtgewicht (bis 60 kg)       | Harry Garside  | Chad Milnes     | ---                                 |
| Halbweltergewicht (bis 64 kg)   | Richie Hadlow  | Colan Caleb     | John Ume Fineasi Tuipulotu          |
| Weltergewicht (bis 69 kg)       | Andrew Hunt    | Winston Hill    | Leroy Hindley John Moleni           |
| Mittelgewicht (bis 75 kg)       | Ryan Scaife    | Henry Tyrell    | Campbell Somerville Francis Togagae |
| Halbschwergewicht (bis 81 kg)   | Clay Waterman  | Jarrod Banks    | Alema Leleisiuao ---                |
| Schwergewicht (bis 91 kg)       | David Nyika    | Jason Whateley  | Filimaua Hala Talamoni Kami         |
| Superschwergewicht (über 91 kg) | Joseph Goodall | Patrick Mailata | Ishmael Liaina ---                  |